# BBC Bo Bo 32 t
Die Elektrolokomotiven Bo Bo 32 t ist eine Lokomotive für Werksbahnen und wurde bei Brown, Boveri & Cie. (BBC) 1926 und 1936 in drei Exemplaren für die Erzbahn der Ilseder Hütte gefertigt.
Die Lokomotiven wurden als Schmalspurlokomotiven in der Spurweite 785 mm gebaut. Sie waren auf der ehemaligen Erzbahn von Dörnten nach Voßpaß eingesetzt. 1968 wird als die Ausmusterungjahr der Lokomotiven angegeben.

## Geschichte
Die Fabriknummern von BBC sind bekannt, der Hersteller des Mechanikteiles ist unbekannt. Zuerst wurden 1926 die beiden Lokomotiven mit den Fabriknummern 2392 und 5073 gebaut, die für die Erzbahn der Ilseder Hütte von Calbecht nach Groß Döhren bestellt waren. Auf der Erzbahn Dörnten–Voßpaß waren sie ebenfalls eingesetzt.
Die Lokomotiven beförderten Erzzüge mit über 25 Wagen von der Schachtanlage in Dörnten zu der etwa 12 km entfernten Umladeanlage in Voßpaß. Dort wurde die Fracht auf Normalspurwagen umgeladen und bis zu der Ilseder Hütte transportiert. Auf der Strecke gab es beträchtliche Steigungen. Dies machte oft die Bespannung der Züge mit zwei Lokomotiven erforderlich. 1936 wurde die Beschaffung einer dritten Lokomotive mit der Fabriknummer 5140 und nun 250 kW erforderlich.
Bis 1940 gehörten die Lokomotiven zum Bestand der Ilseder Hütte. Dann mussten sie an die Reichswerke Hermann Göring für den Betrieb auf einer Förderbahn zwischen der Kiesgrube Eixe und Telgte abgegeben werden. Für den Betrieb dort mussten sie auf 900 mm umgespurt werden. Der Betrieb auf dieser Strecke wird auf den Zeitraum bis 1968 datiert. Die Lokomotiven gelten seit der Zeit als ausgemustert.

## Technik
Die Lokomotiven unterlagen für ihren Betrieb nicht den Zwängen der Tagebaulokomotiven. So ist das Führerhaus höher gebaut und die Vorbauten sind kürzer gehalten und nicht tief herabgezogen. Die einfachen Scherenstromabnehmer sind auf dem Fahrzeugdach montiert. Die Lokomotiven wurden in Nietkonstruktion hergestellt. Die direkte Federung der Radsätze wurde mit oberhalb der Radsätze angeordneten Blattfedern ausgeführt, die mit Federspannschrauben am Drehgestell befestigt waren. Eine Druckluftbremse wurde allgemeinen im Bergbau erst um die Zeit von 1935 eingeführt.
Die elektrische Ausrüstung stammte von BBC und bestand aus Gleichstromtechnik, mit der über die elektrische Spannung von der Fahrleitung über den Nockenfahrschalter mit der Widerstandssteuerung die elektrischen Fahrmotoren angetrieben wurden, die als Reihenschlussmaschinen ausgeführt waren.